# Regional de Benedito Lacerda
O Regional de Benedito Lacerda, criado em 1934, foi um conjunto musical brasileiro tanto de choro, como de acompanhamento de todos os ritmos da música brasileira existentes na época. Teve basicamente a mesma formação de músicos. Dentre eles Benedito Lacerda na flauta, Canhoto no cavaquinho, Dino e Jayme Florence, o Meira, (mais tarde professor de músicos como Mauricio Carrilho, Baden Powell e Raphael Rabello) ambos no violão de 6 cordas (Dino após a morte do violonista Tute, e já no Regional do Canhoto, traria uma das maiores contribuições para a formação da música brasileira, introduzindo o violão de 7 cordas e definindo sua linguagem) e Gílson de Freitas no pandeiro.
Outro músico que participou do conjunto foi Pixinguinha no saxofone tenor. Quando do término do conjunto por dificuldades de Benedito em atender aos compromissos, a flauta passou a ser tocada por Altamiro Carrilho e foi formado o Regional do Canhoto.
Os Regionais do Benedito Lacerda e Canhoto são os campeões absolutos de gravações. Os maiores da história da rádio (como Orlando Silva, Ciro Monteiro, Isaurinha Garcia e tantos outros) só gravavam de acordo com a disponibilidade desses Regionais. Gravavam, por vezes, mais de uma vez por dia.